# Paul Boulet (1908-2006)
Pour les articles homonymes, voir Paul Boulet et Boulet.
Paul Boulet, né le 8 janvier 1908 à Jouet-sur-l'Aubois (Cher) et mort le 13 août 2006 à La Charité-sur-Loire (Nièvre), est un homme politique français.

## Détail des fonctions et des mandats
Mandat parlementaire
- 30 novembre 1958 - 9 octobre 1962 : Député de la 2e circonscription de la Nièvre